# 章憲文
章憲文（1556年—？），字公覲，號鹿苑，直隸松江府華亭縣人，匠籍，明朝政治人物。

## 生平
萬曆十三年（1585年）乙酉科應天鄉試第一百十三名舉人，十四年（1586年）中式丙戌科會試第七十五名，二甲第五十八名進士。刑部觀政，本年十月养病。十六年順天府鄉試同考，授工部主事。十九年丁憂，二十一年京察，降澤州判官，丁憂歸。著有《陶白斋稿》。

## 家族
曾祖章翰；祖父章斐；父章雲鳳，母莫氏。具慶下。弟章懋文（庠生）、章惠文。